# Арсијеро
Арсијеро (итал. Arsiero) је насеље у Италији у округу Виченца, региону Венето.
Према процени из 2011. у насељу је живело 2720 становника. Насеље се налази на надморској висини од 314 м.

## Становништво
Према резултатима пописа становништва 2011. у општини је живело 3.303 становника.
| 1931. | 1936. | 1951. | 1961. | 1971. | 1981. | 1991. | 2001. | 2011. |
| ----- | ----- | ----- | ----- | ----- | ----- | ----- | ----- | ----- |
| 4.454 | 4.258 | 4.241 | 3.902 | 3.652 | 3.543 | 3.320 | 3.353 | 3.303 |